# 圓環路 (豐原區)
圓環東、西、南、北路為臺灣臺中市豐原區的重要道路之一，沿市區呈環狀。其中北路一段、西路、南路為台13線的一部分，東路則為台3線的一部分。此路為豐原極為重要的一條道路，串聯了所有豐原聯外道路。

## 行經行政區域
- 豐原區

## 車道配置
- 快車道：雙向二車道
- 慢車道：雙向二車道
- 設置中央綠化安全島

## 本道路客運
- 本表更新時間為2021年2月27日。
- 雖900路有行經圓環東路與圓環北路，但未在該路段設站，故未列入本表。

| 編號         | 業者                       | 路線                         | 行駛區間                                                                            | 備註                                                          |
| 12           | 台中客運 豐原客運 全航客運 | 明德高中－豐原高中           | 三豐路一段－圓環北、東路－水源路                                                    | 崇德幹線                                                      |
| 63           | 豐原客運 統聯客運          | 豐原東站－逢甲大學－台中榮總 | 三豐路一段－圓環北路二段－豐勢路一段                                                | 不經社口                                                      |
| 90           | 豐原客運                   | 豐原－東勢高工               | 向陽路－圓環東路－豐原區水源路                                                      | 經豐原高中                                                    |
| 90延         | 豐原客運                   | 豐原－和平衛生所             | 向陽路－圓環東路－豐原區水源路                                                      | 經豐原高中                                                    |
| 91           | 豐原客運                   | 舊庄－中興嶺停車場             | 向陽路－圓環東路－豐勢路                                                            | 部分班次由機場發車；部分班次繞駛東興 所有班次皆繞駛至豐原東站 |
| 152          | 中台灣客運                 | 臺中市議會－陽明大樓         | 豐原區中正路－圓環南路－中興路 陽明街－圓環東路－豐勢路                             | -                                                             |
| 152區        | 中台灣客運                 | 臺中市議會－圓環南永安街口   | 豐原區中正路－圓環南路－終點站（圓環南永安街口）                                    | 例假日停駛                                                    |
| 202          | 豐原客運                   | 豐富公園－豐原               | 豐原區中山路 - 圓環東路－豐原區市政路                                               | 經樹德路                                                      |
| 203          | 豐原客運                   | 豐富公園－豐原               | 豐原區中山路 - 圓環東路－豐原區市政路                                               | 經新田、豐南國中                                              |
| 206          | 豐原客運                   | 豐原－東勢高工               | 向陽路－圓環東路－豐勢路                                                            | 經翁子                                                        |
| 207          | 豐原客運                   | 豐原－谷關                   | 向陽路－圓環東路－豐勢路                                                            | 經東勢                                                        |
| 208          | 豐原客運                   | 豐原－東勢－卓蘭             | 向陽路－圓環東路－豐勢路                                                            | 往豐原班次皆繞駛至東勢高工                                    |
| 209          | 豐原客運                   | 豐原－東勢林場               | 向陽路－圓環東路－豐勢路                                                            | 往豐原班次皆繞駛至東勢高工                                    |
| 211          | 豐原客運                   | 豐原－大甲體育場             | 源豐路－圓環北路一段－三豐路一段                                                    | 經土城                                                        |
| 212          | 豐原客運                   | 豐原－大甲體育場             | 源豐路－圓環北路一段－三豐路一段                                                    | 經水美                                                        |
| 213          | 豐原客運                   | 豐原－大甲體育場             | 源豐路－圓環北路一段－三豐路一段                                                    | 經下后里                                                      |
| 215          | 豐原客運                   | 豐原－大甲體育場             | 源豐路－圓環北路一段－三豐路一段                                                    | 經麗寶樂園                                                    |
| 218          | 豐原客運                   | 豐原東站－神岡區公所         | 豐原區豐洲路－圓環北路一段－神岡區五權路                                            | 經崎腳                                                        |
| 235          | 豐原客運                   | 豐原圓環線 （北環、南環）    | 豐勢路一段－圓環北、東、南路－豐原區中正路； 豐原區成功路－圓環西、北路－豐勢路一段 | 北環線先抵達「北環福德祠」 南環線先抵達「圓環東水源路口」     |
| 700 崇德幹線 | 中台灣客運                 | 翁子國小－新建國市場         | 水源路－圓環東路－圓環北路二段ㄧ圓環北路一段ㄧ圓環西路ㄧ圓環南路ㄧ豐原區中山路      | 崇德幹線                                                      |
| 812          | 中鹿客運                   | 豐原東站－后里東站           | 豐勢路一段－圓環北路二段－三豐路一段                                                | 電動公車                                                      |
| 865          | 豐原客運                   | 豐原－梨山                   | 向陽路－圓環東路－豐勢路                                                            | 經東勢                                                        |
| 901          | 台中客運                   | 豐原－明德高中               | 南陽路－圓環東路－豐原區中山路                                                      | 經豐原區豐東路                                                |
| 901副        | 台中客運                   | 豐原－明德高中               | 南陽路－圓環東路－豐原區中山路                                                      | 經豐原區豐原大道                                              |
| 956          | 捷順交通                   | 豐原東站－光華高工           | 豐原區市政路ㄧ圓環東路ㄧ豐原區中山路                                                | 電動公車                                                      |

## 沿線設施
| （由東到南） 豐勢路一段 圓環東路（連接圓環北路） 八堡圳 - 慈濟公園 - 石頭日式炭火燒肉豐原館 水源路 - 中華郵政豐原水源郵局（臺中85支） - 財團法人台灣兒童暨家庭扶助基金會 - 臺中市葫蘆墩文化中心 - 臺中市立圖書館葫蘆墩分館 北陽路 - 豐原捐血室 - 烤狀猿日式燒肉豐原店 向陽路（往臺中市立豐東國民中學） 南陽路（往臺中市豐原區南陽國民小學） - 中華郵政豐原南陽郵局（臺中79支） - 台中商業銀行南陽分行 - 三信商業銀行豐原分行 安康路（往衛生福利部豐原醫院）、陽明街（往臺中市政府陽明市政大樓） 保康路（往豐原安康社會住宅） - 臺中市豐原區農會信用部 田心路一、二段 - 群靈祠 東汴幹線 - 田心公園 市政路 (豐原區)（往豐原區公所） 台鐵台中線 中山路 圓環南路 - 臺中市立豐原商業高級中等學校 - 臺中市第二議政大樓（臺中市原民會、交通裁決處） 西勢路／中興路 - 85度C豐原中興店 - 新光銀行豐原分行 - 華南商業銀行西豐原分行 中正路 | 圓環西路 - 元大證券股份有限公司豐原分公司 - 豐原文具百貨 西汴幹線 - 怡然公園 建成路（往家樂福豐原店） 成功路（往豐原農產品公司果菜批發市場）／圳寮路 - 豐原麗寶花博館 - 臺中花博葫蘆墩公園（第五區） 中山路、五權路 圓環北路一段 - 臺中花博葫蘆墩公園（第四區） - 竹跡館 豐洲路 - 臺中花博葫蘆墩公園（第三區） - 圳寮社區活動中心 - 豐原福德宮 - 大湳里福德祠 文昌街 - 臺中花博葫蘆墩公園（第二區） 源豐路（原 三豐路） - 新惠生醫院 - 臺中市政府消防局第一大隊豐原分隊 - 路易莎咖啡豐原圓環店 - 葫蘆墩親子館 三豐路一段 圓環北路二段 - 臺中花博葫蘆墩公園（第一區） - 囍相逢館 三環路 角潭路 西汴幹線 台鐵台中線 - 翁明福德祠 豐勢路一段 （接回圓環東路） |

## 軼聞
- 風水說：外傳「圓環路」（內圓環）的四象布局，與外圓環豐原大道的八段八卦陣布局相互呼應。